# Бондаренко, Сергей Кириллович
Бондаренко Сергей Кириллович (21 июня 1936, Саранск — 12 августа 2014, Санкт-Петербург) — спортсмен-легкоатлет, МСМК (1965) (спортивная ходьба). Заслуженный тренер РСФСР (1991), заслуженный тренер СССР (1991).

## Биография
Выступал за ДСО «Буревестник». Тренеры: Павел Семёнович Казанков, ЗТ СССР Иван Семёнович Пожидаев. Один из сильнейших ходоков мира 60-70-х годов XX века (спортивная ходьба 20 и 50 км). Входил в сборную СССР (1965—1975).

### Выступления на соревнованиях

#### Международные соревнования
| Дата          | Соревнования     | Город            | Дистанция    | Результат | Место |
| ------------- | ---------------- | ---------------- | ------------ | --------- | ----- |
| 1969          | Чемпионат Европы | Афины            | Ходьба 50 км | 32 км     | —     |
| 12—13.10.1973 | Кубок Лугано     | Лугано и Ранкато | ходьба 50 км | 4:07.51,6 | 7     |
| 1974          | Чемпионат Европы | Рим              | Ходьба 50 км | 11 км     | —     |

#### Чемпионаты СССР
- Чемпион СССР 1974
- Серебряный призёр чемпионата СССР 1973
- Бронзовый призёр чемпионата СССР 1969

#### Всесоюзные соревнования
- Победитель IV Спартакиады профсоюзов СССР (1969)
- Серебряный призёр III Спартакиады профсоюзов СССР (1965)

### Рекорды
Рекордсмен Ленинграда (1968) — 20 км с\х

Могила Бондаренко на Богословском кладбище Санкт-Петербурга.

### Научная и тренерская работа
Окончил ЛКИ. Инженер ЦНИИТСа (1960—1967). Преподаватель ЛИАПа (1971—1978). Кандидат педагогических наук (1988). Тренер ШВСМ (1979—2011). Тренер сборной команды СССР (1976—1992).

#### Ученики
Подготовил целую плеяду сильнейших ходоков, в числе которых:
- Рекордсмен Европы в ходьбе на 50 000 м (стадион) МСМК Резаев Владимир
- Призёр Кубка мира 1979 и 1983, многократный чемпион СССР МСМК Виктор Доровских
- Участник XXII Олимпийских игр в Москве (5-е место) МСМК Фурсов Вячеслав

##### МСМК и МС
5 МСМК : Туманов Леонид, Покатов Николай, Душко Владимир, Трипутень Сергей, Попов Андрей, подготовил также около 10 мастеров спорта СССР.

## Книги
Автор книг по методике и тренировкам в спортивной ходьбе:
- «Спортивная ходьба» (1990)
- «Спортивная и оздоровительная ходьба» (1999)
- «Ходьба» (2003) (англ.)
- «Спортивная ходьба» (1990)

Член судейской коллегии СПб. Награждён медалью «100 лет лёгкой атлетики России», почётными знаками «Л», «Отличник физической культуры и спорта»